# Hencida
Hencida is een plaats (község) en gemeente in het Hongaarse comitaat Hajdú-Bihar. Hencida telt 1313 inwoners (2001).